# Komparycja
Komparycja (łac. comparare „łączyć w pary, porównywać” od com- „współ-” i par „równy”) – określenie używane w stosunku do nagłówków w różnorakich dokumentach (np. w aktach notarialnych, wyrokach sądowych itp.). Komparycja nie jest właściwą treścią dokumentu, a tylko jego technicznym rozpoczęciem, określającym czas, okoliczności oraz strony czynności, opisanych w dalszej części dokumentu.